# 불당동
불당동(佛堂洞)은 대한민국 충청남도 천안시 서북구의 법정동이다. 법정동 불당동은 행정동 불당1동과 불당2동으로 나뉘어 있다.
불당동 행정복지센터는 불당동 상업지구 내에 있었으나, 2016년 11월 1일 신청사로 이전했으며(불당동 796), 2021년 11월 15일 불당1동, 불당2동으로 분동되며, 불당1동은 기존 불당동 청사를 사용하고, 불당2동은 에이블타워2(불당동 1531) 1‧2층을 임대해 사용중이다.

## 개요
아산만권신도시 택지지구 개발의 일환으로 2000년대 초부터 주거지역이 조성되고 있는 곳이다. 천안시청이 이 지역에 위치한다.
천안아산역 인근으로 2004년 불당지구가 준공되면서 천안의 대표적인 주거지구로 자리잡고 있으며, 경부고속철도와 번영로 사이에 2018년 완공을 목표로 불당신도시가 완공하였다.

### 연혁
- 1995년 2월 20일 : 쌍봉동에서 쌍용동과 봉명동으로 분동[1][2]
- 1996년 1월 1일 : 쌍용동에서 쌍용1동과 쌍용2동으로 분동 (시조례 1384호)
- 2003년 8월 12일 : 쌍용2동에서 쌍용3동으로 분동 (시조례 579호)
- 2006년 1월 10일 : 쌍용3동에서 백석동으로 분동 (시조례 709호)
- 2013년 10월 14일 : 백석동에서 불당동으로 분동 (시조례 1298호)
- 2021년 11월 15일 : 불당동을 불당1동, 불당2동으로 분동[3]

### 관할 법정동
- 불당동(佛堂洞)

### 지명 유래
지형이 풀무처럼 생겼다 하여 풀무골, 또는 불무골이라고 불려 왔다. 1914년 불무골과 서당골이 통폐합되어 천안군 환성면(歡城面) 불당리(佛堂里)가 되었고, 1963년 천안읍과 환성면이 통합하여 천안시로 승격됨에 따라 천안시 불당동으로 개칭되어 오늘날에 이르고 있다.

## 교육

### 초등학교
- 천안불당초등학교
- 천안서당초등학교
- 천안불무초등학교
- 천안아름초등학교[4]
- 천안호수초등학교[5]

### 중학교
- 천안불당중학교
- 천안불무중학교
- 천안월봉중학교

### 고등학교
- 천안월봉고등학교
- 천안불당고등학교

## 행정
- 천안시청 (번영로 156 / 불당동 234-1)
- 충청남도천안교육지원청 (광장로 249 / 불당동 459-1)
- 천안시도솔도서관 (번영로 156 / 불당동 234-1)

## 상업
- 갤러리아백화점 센터시티

## 주거

### 아파트
| 단지명                       | 건설사       | 시행사           | 주소               | 입주        | 비고 |
| ---------------------------- | ------------ | ---------------- | ------------------ | ----------- | ---- |
| 불당 아이파크                | 현대산업개발 | 현대산업개발     | 서북구 불당17길 14 | 2004년 7월  |      |
| 불당 한성필하우스            | 한성건설㈜   | 한성건설㈜       | 서북구 불당11로 68 | 2004년 6월  |      |
| 불당 동일하이빌              | ㈜동일토건   | 동일하이빌㈜     | 서북구 시청로 73   | 2004년 8월  |      |
| 불당 호반리젠시빌            | 호반건설     | ㈜호반건설       | 서북구 봉서산로 85 | 2004년 10월 |      |
| 불당 호반베르디움 더 퍼스트  | 호반건설     | ㈜한국자산신탁   |                    | 2016년 10월 |      |
| 불당 호반써밋 플레이스       | 호반건설     | ㈜저스트원디앤씨 |                    | 2017년 2월  |      |
| 불당 호반베르디움 센트로포레 | 호반건설     | ㈜에이티비탕정   |                    | 2017년 1월  |      |
| 천안 불당 대동다숲           | 대동주택㈜   | 군인공제회       | 서북구 시청로 39   | 2004년 10월 |      |
| 천안 불당 대원칸타빌         | ㈜대원       | ㈜대원           | 서북구 불당11로 82 | 2004년 9월  |      |
| 불당 지웰 푸르지오           | 대우건설     | ㈜신영           |                    | 2016년 4월  |      |
| 불당 지웰 더샵               | 포스코이앤씨 | ㈜신영           |                    | 2016년 8월  |      |

### 주상복합
| 불당 써밋플레이스 센터시티 |
| 불당 지웰시티 푸르지오     |
| 불당파크 푸르지오          |

## 교통
- 천안아산역